# نورثروب غرومان إكس 47

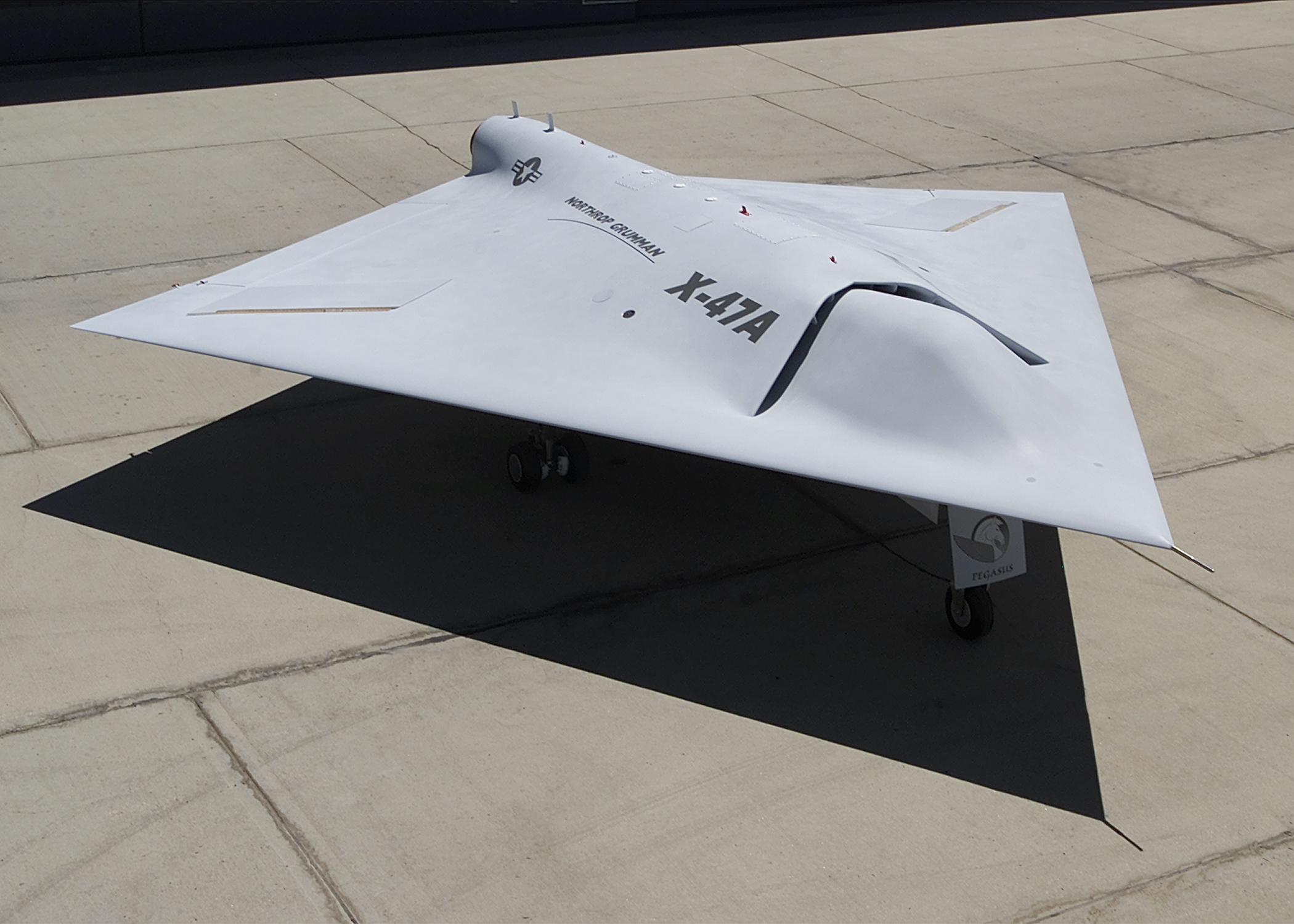
إكس 47 أ "بيغاسوس" ، مقاتلة دون طيار.

طائرة إكس 47 أو  نوتروب غرومان إكس 47  (بالإنجليزية:Northrop Grumman X-47) هي مقاتلة دون طيار اختبارية، يوجد منها نوعين . النوع الأول
X-47A Pegasus وهي من ضمن مشروع أمريكي يسمى " استعراض نظام مقاتلة دون طيار" UCAS ، والغرض منها حاليا هو إدخالها في القوات البحرية للولايات المتحدة بعد اختبارها، وتسمى إكس 47 ب . ستقوم تلك الطائرة من ضمن طاقم طائرات حاملات الطائرات . هذا يدخل في مشروعات أمريكية كبيرة تسمى "مشروعات البحث التقدمي للدفاع DARPN . وتختلف الطائرة إكس 47 أ عن غريمتها التي تقوم شركة بويغ بتطويرها - وهي الطائرة بوينغ إكس 45 Spiral  أن تكلفة تطوير إكس 47 أ تقوم بها شركة نوتروب غرومان بمفردها.
سوف تدخل المقاتلة دون طيار إكس 47 ب العمل على حاملات الطائرات الأمريكية، وسوف تحمل أسلحة بوزن إجمالي 2 طن ، بذلك فسوف تستطيع القتال من على بعد أكبر كثيرا منما تستطيعه المقاتلات العادية التي يقودها طيار .

## تطوير X-47 أ
تم اختبار الطائرة إكس 47 أ في 30 يوليو 2001 على الأرض، وكان أول طياران لها في 23 فبراير 2003 . اثناء أختباراتها الأولى لم تقم الطائرة بقذف قنابل . يمكن للطائرة حمل قنبلتين عيار 225 كيلوجرم . أثناء اختبار الطيران في الجو استبدلت القنبلتين بكتلتين بنفس المقدار . أثناء الاختبار عولجت بعض الصعوبات الخاصة بتعرض الطائرة إلى ماء البحر المالحة . كما اختبرت طرق أسهل لأعمال الصيانة . ثم انهت الولايات المتحدة برنامج UCAS في 13 ريناير 2006 ، وانصب اهتمامها على تطوير إكس 47 ب.

## أكس 47 ب

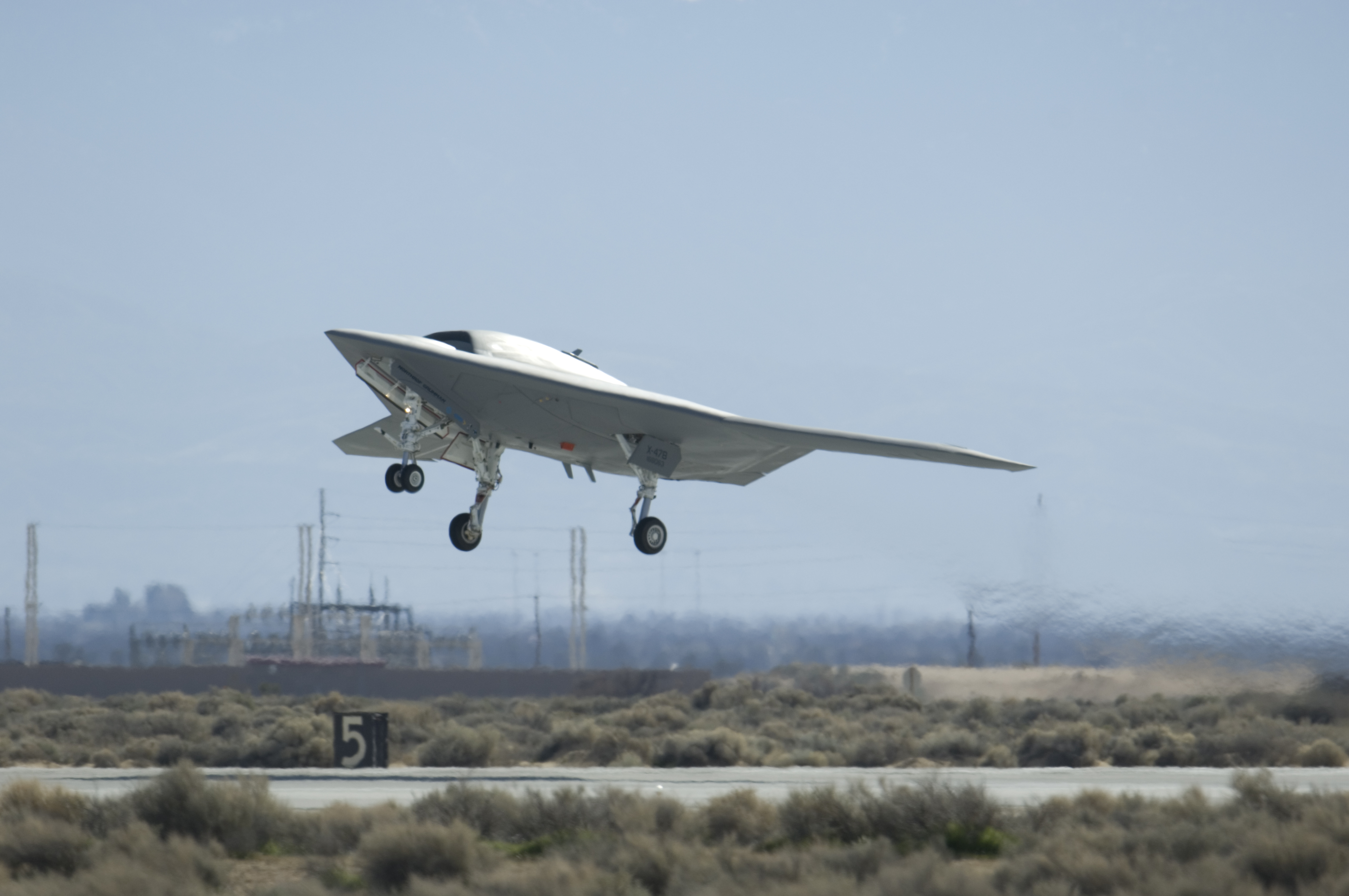
أول اقلاع للمقاتلة دون طيار إكس 47 ب عام 2011

وقع اختيار البحرية الأمريكية على الطائرة دون طيار إكس 47 ب للعمل على حاملات طائراته، بغرض رحلات استطلاع ودخول مواقع العدو وتحديد مواقع للهجوم والضرب
. وكان من أهم تصميماتها كيفية التعامل مع محيط من الماء المالح .
سوف تزود البحرية الأمريكية بالمقاتلة إكس 47 ب ابتداء من عام 2019.

## مواصفات X-47B
- الطول = 11.63 متر

رسم تقني للمقاتلة دون طيار إكس 47 ب.

- عرض الجناحين = 18.92 متر بالتالي 9.41 متر (متغير)
- ارتفاع الطائرة= 3.10 متر
- الوزن (فارغة) = 6,350 كيلوجرام
- الوزن الأقصي عند الإقلاع = 20,215 كيلوجرام
- وزن الوقود = 717 كبلوجرام
- المحرك نفاث = Pratt & Whitney F100
- عدد المحركات النفاثة = 1
- متوسط السرعة= ماخ 0.9+ [2][3]
- المدى = 3,889+ كيلومتر
- الأسلحة= خليجين بحمولة 2000 كيلوجرام .

## اختبارات الطيران

اختبار اقلاع المقاتلة إكس 47 بي من حاملة الطائرات CVN في 14 مايو 2013

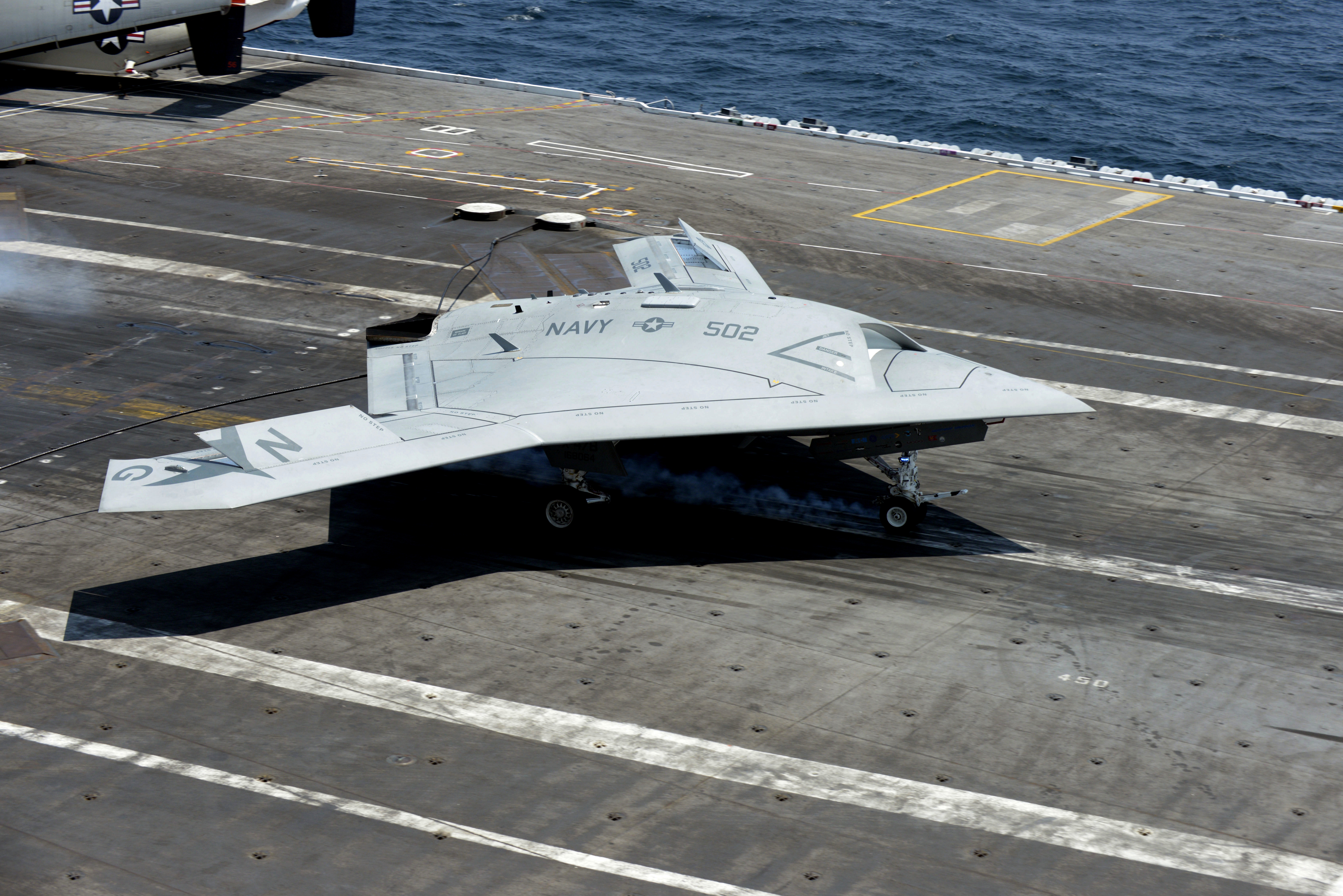

كان أول اختبار اقلاع للمقاتلة إكس 47 ب من قاعدة إدواردز الجوية ، كاليفورنيا في 4 فبراير 2011.

واجري عليها اختبار ثاني يوم 22 نوفمبر 2011 حيث اقلعت أيضا من قاعدة ادواردز الجوية .

صنع من إكس 47 ب طائرتين بغرض أجراء 50 اختبارات عليهما لمدة 3 سنوات تبدأ بالإقلاع من قاعدة إدواردز الجوية، ويتبعها اختبارات في قاعدة بحرية على نهر باتوكسينت، ماريلاند ، ثم اختبارات في عرض البحر في عام 2013 .

ونظرا لنجاح الاختبارات فقد اكتفي بـ 16 اختبارا .
واختبرت الطائرة للأقلاع والهبوط على حاملة طائرات وعلى التزود بالوقود جواً . تستطيع المفاتلة إكس 47 ب الطيران إلى مدى 2200 كيلومتر وتستطيع البقاء في الجو مدة 6 ساعات . في نوفمبر 2011 أعلنت البحرية الأمريكية عن تزويد الطائرة بأجهزة التزود بالوقود جوا وبالبرمجة الحاسوبية خلال عام 2014 للاختبار. />
في عام 2012 زودت الطائرة 47 ب بنظام للتحكم عن بعد يسمح بتوجيه الطائرة اثناء وجودها على حاملة طائرات .

في مايو 2012 بدأت اختبارات عليها بواسطة الداخل الكهرومغناطيسي في قاعدة نهر باتوكسينت، لاختبار كفاءتها وتوافقها مع أنظمة الحرب الإلكترونية.

ووصلت الطائرة الثاني من نوع إكس 47 ب إلى القاعدة النهرية باتوكسينت لإجراء اختبارات الإقلاع بواسطة المقلاع والهبوط الممسوك (محاكاة الإقلاع والهبوط على حاملة طائرات ) للتأكد من استطاعة الطائرة القيام بتلك العمليات على حاملة طائرات .
.
وفي يوم 26 نوفمبر 2012 بدأت الطائرة إكس 47 ب اختباراتها على متن حاملة الطائرات هاري ترومان .

وأتمت بنجاح اختبار آخر في البحر واظهرت توافقها مع مدرج الإقلاع وأماكن تخزينها وأنظمة الإتصلات الموجودة على حاملة الطائرات .

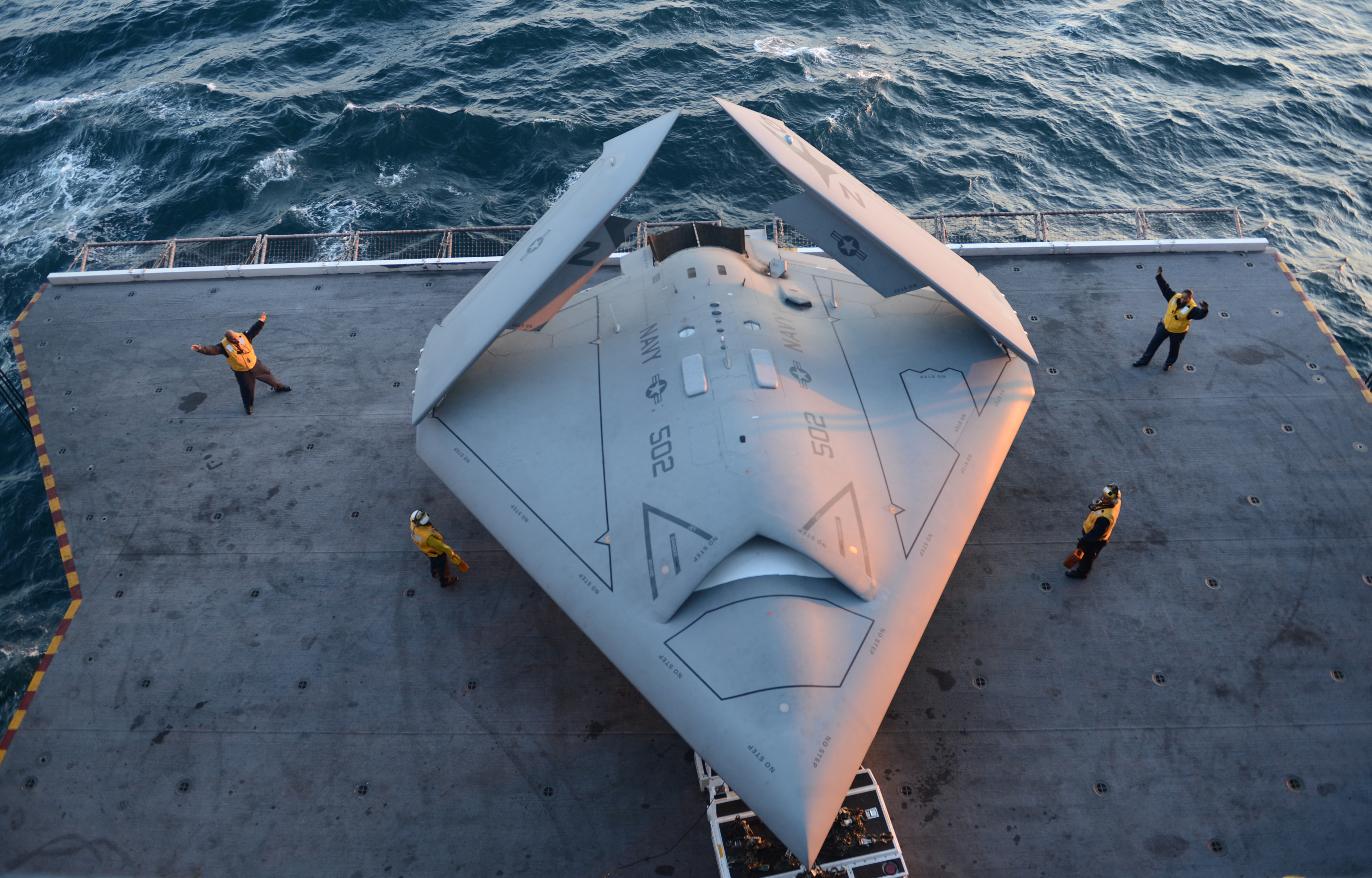
الطائرة X-47B تجمع جناحيها على مصعد حاملة الطائرات جورج دبليو بوش يوم 14 مايو 2013

ثم قامت البحرية الأمريكية باختبار إكس 47 ب على حاملة الطائرات جورج دبليو بوش (CVN-77 ) في صباح 14 مايو 2013 14في المحيط الهادي. بهذا أثبتت إكس 47 ب كفاءة المقاتلة دون طيار بالإقلاع والهبوط على حاملة طائرات .
ثم أجري عليها أول اختبار للإقلاع والهبوط ثم عودة الإقلاع بعد تلامسها مع مدرج الهبوط من على حاملة الكائرات جورج دبليو بوش في المحيط الهادي في 17 مايو 2013 .

## وصلات خارجية
- X-47 page on AirForce-Technology.com
- X-47 Pegasus UCAV-N Factsheet on air-attack.com